# ماساتو ساکای (شناگر)
ماساتو ساکای (انگلیسی: Masato Sakai؛ زادهٔ ۶ ژوئن ۱۹۹۵) یک شناگر اهل ژاپن است.
وی در مسابقات ۲۰۰ متر پروانه بازی‌های المپیک تابستانی ۲۰۱۶ صاحب مدال نقره شده‌است.